# Rafael Tesser
Rafael Luiz Bauml Tesser, noto semplicemente come Rafael Tesser (Curitiba, 16 maggio 1981), è un ex calciatore brasiliano, di ruolo difensore.

## Carriera
Terzino sinistro, Tesser ha iniziato la carriera da professionista nelle file del Tamandaré, per poi approdare al Coritiba nel 2001. Nel 2003 si trasferisce nel campionato georgiano, dove gioca per un breve periodo con la maglia della Dinamo Tbilisi. Tornato in patria, veste le maglie di Atlético Mineiro, Joinville e Ituano.
Nella sessione invernale del calciomercato de 2007, nel mese di gennaio, viene ingaggiato in prestito dal Lecce, in Serie B, per far fronte al grave infortunio dell'esterno brasiliano Ângelo. Nel giugno 2007 rientra all'Ituano e viene ingaggiato dal Taranto ad agosto. Nell'estate del 2008 viene acquistato dal Benevento, nel campionato di Lega Pro Prima Divisione.
Svincolatosi dal club sannita, nel febbraio 2009 fa ritorno in patria accasandosi al Clube Náutico Marcílio Dias, in Série C, prima di passare al Joinville. Tra il 2010 veste le maglie di Red Bull Brasil e, in prestito, del Barueri. Nel gennaio 2012 si accasa all'América-SP, in cui milita fino al 2015, anno del ritiro dall'attività agonistica.

## Palmarès

### Club

#### Competizioni nazionali
- Coppa di Georgia: 1

Dinamo Tbilisi: 2003-2004

#### Competizioni statali
- Campionato Paranaense: 2

Coritiba: 2003, 2004
- Recopa Sul-Brasileira: 1

Joinville: 2009
- Campeonato Paulista Série A3: 1

Red Bull Brasil: 2010